# Ferdinand Forzinetti

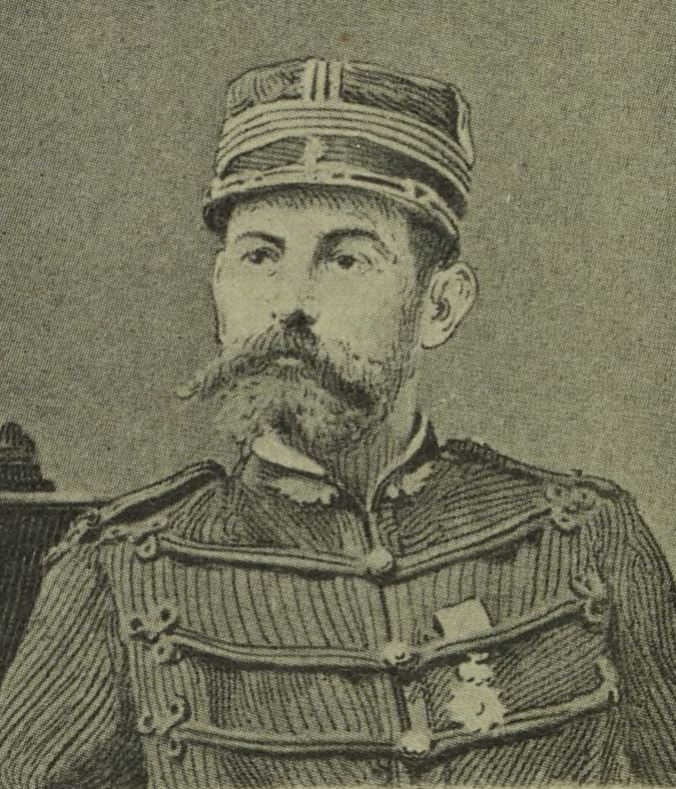
Forzinetti, Ferdinand Dominique (La Vie illustrée)

Ferdinand Dominique Forzinetti (* 6. Februar 1839 in Marseille; † 5. Mai 1909 in Monte-Carlo) war ein französischer Offizier und Gefängnisdirektor, der mit der Dreyfus-Affäre in Verbindung stand.

## Leben
Der Sohn eines italienischen Maurers trat 1857 in die Armee ein. Er wurde 1860 Hauptfeldwebel, 1865 Unterleutnant und nahm mit dem 2. Infanterieregiment der Fremdenlegion an den Feldzügen in Italien und Mexiko teil. Seit 1871 Hauptmann, war er ab März 1876 Chef der Militärstrafanstalt und amtierte in der Strafanstalt Birkhadem in Algerien. Ab 1865 leitete er das Gefängnis von Algier-Bab el Oued. Am 15. Oktober 1890 wurde er zum Kommandanten der Militärgefängnisse von Paris ernannt, wo im Herbst 1894 Hauptmann Dreyfus im Gefängnis Cherche-Midi eingewiesen wurde. Er war über dessen Verzweiflung beunruhigt und zweifelte an seiner Schuld.

## Dreyfus-Affäre
Ferdinand Forzinetti, der 1895 in den Ruhestand versetzt worden war, beteiligte sich an der Arbeit des Ministeriums und erhielt am 29. Januar 1897 vom Minister ein Lob für seine Mitarbeit in der Kommission zur Überprüfung der Strafvollzugsvorschriften und der Militärjustiz. Wegen seiner engen Beziehungen zu den Dreyfusards, insbesondere zu Mathieu Dreyfus, wurde er jedoch am 16. November 1897 aus dem Ministerium ausgeschlossen. Er sagte in Rennes zugunsten von Dreyfus aus und bewunderte ihn dafür, dass er „nie ein Wort des Hasses für seine Henker“ geäußert hatte. Seine Aussage diente vor allem dazu, die Behauptungen Hauptmann Lebrun-Renaults zu widerlegen. Lebrun-Renault, der den Zug befehligte, der Dreyfus am 5. Januar 1895 aus dem Gefängnis in die École militaire führte, hatte behauptet, der Angeklagte habe damals seinen Verrat gestanden.
Einen wesentlichen Beitrag für die Sache der Dreyfusards leistete Forzinetti, indem er die Verbindung zu Bernard Lazare, einer Schlüsselfigur der Affäre, aufrechterhielt.
Forzinetti, der von der antisemitischen Presse als Italiener und Halbjude denunziert wurde, wurde von ihr als Mitglied des Syndikats angeklagt. Er hatte sich über die Rehabilitierung im Jahr 1906 gefreut und geschrieben: „Die Rache ist schön und ich begrüße sie“. Sein ehemaliger Gefangener würdigte seinen früheren Kerkermeister, „der es verstand, die strengen Pflichten des Soldaten mit den höchsten Gefühlen der Menschlichkeit zu verbinden“.

## Nach der Affäre
Fürst Albert I. von Monaco nahm ihn danach in seine Dienste auf. Forzinetti wurde mit dem Orden eines Offiziers der Ehrenlegion ausgezeichnet. Er starb 1909 in Monte Carlo.